# 野狼125

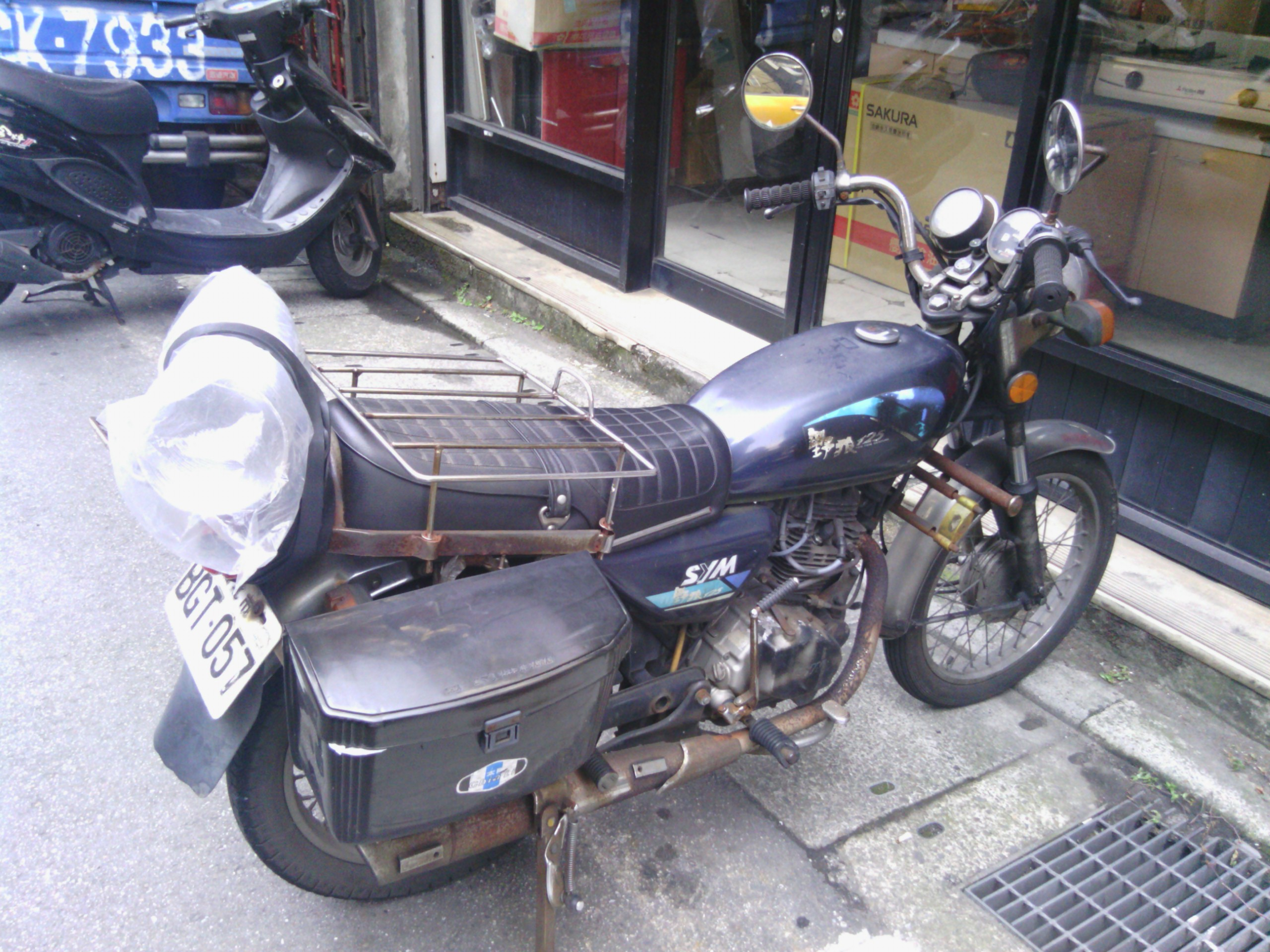
三陽野狼125

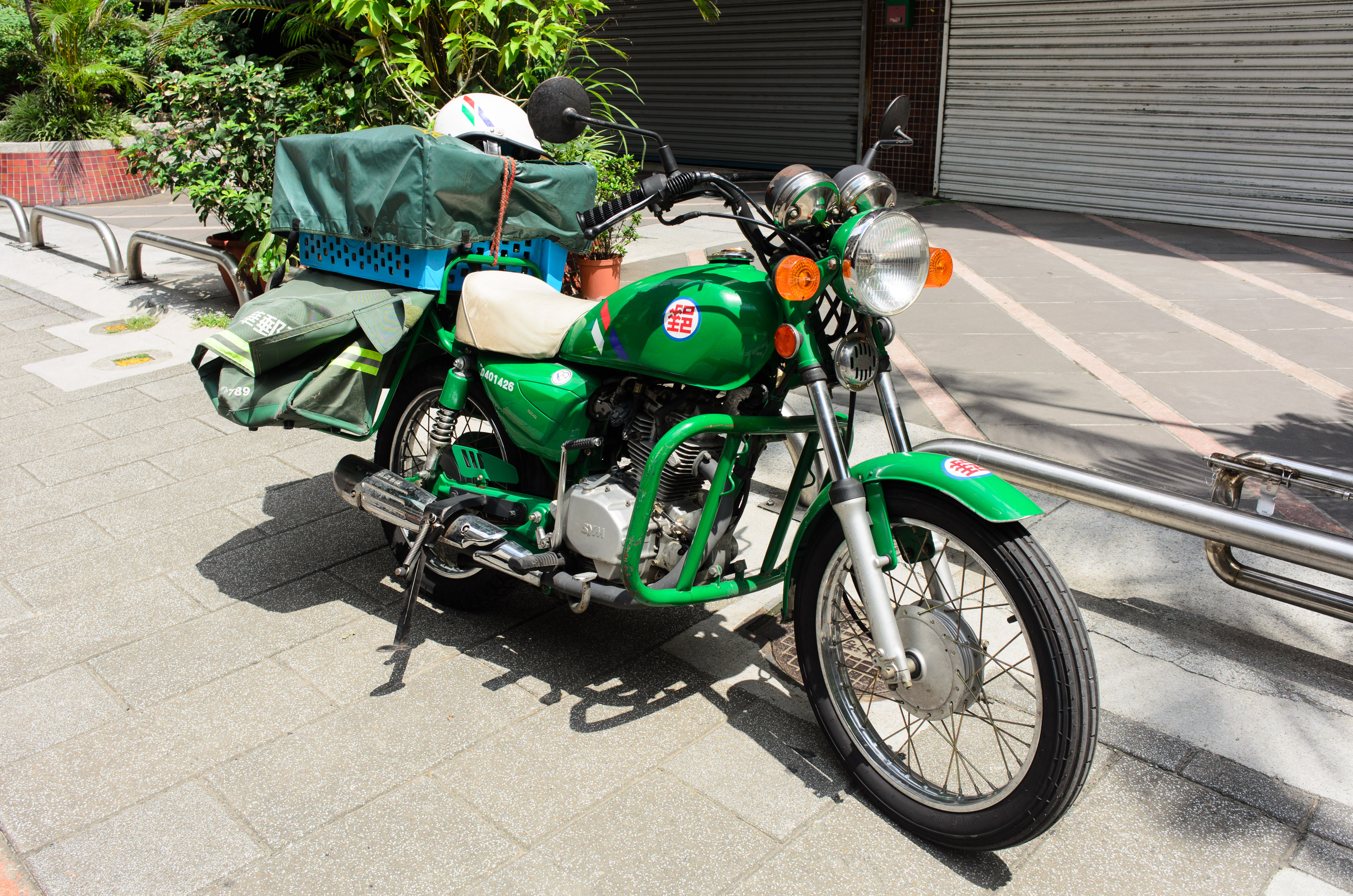
中華郵政三陽野狼125EFi郵務機車

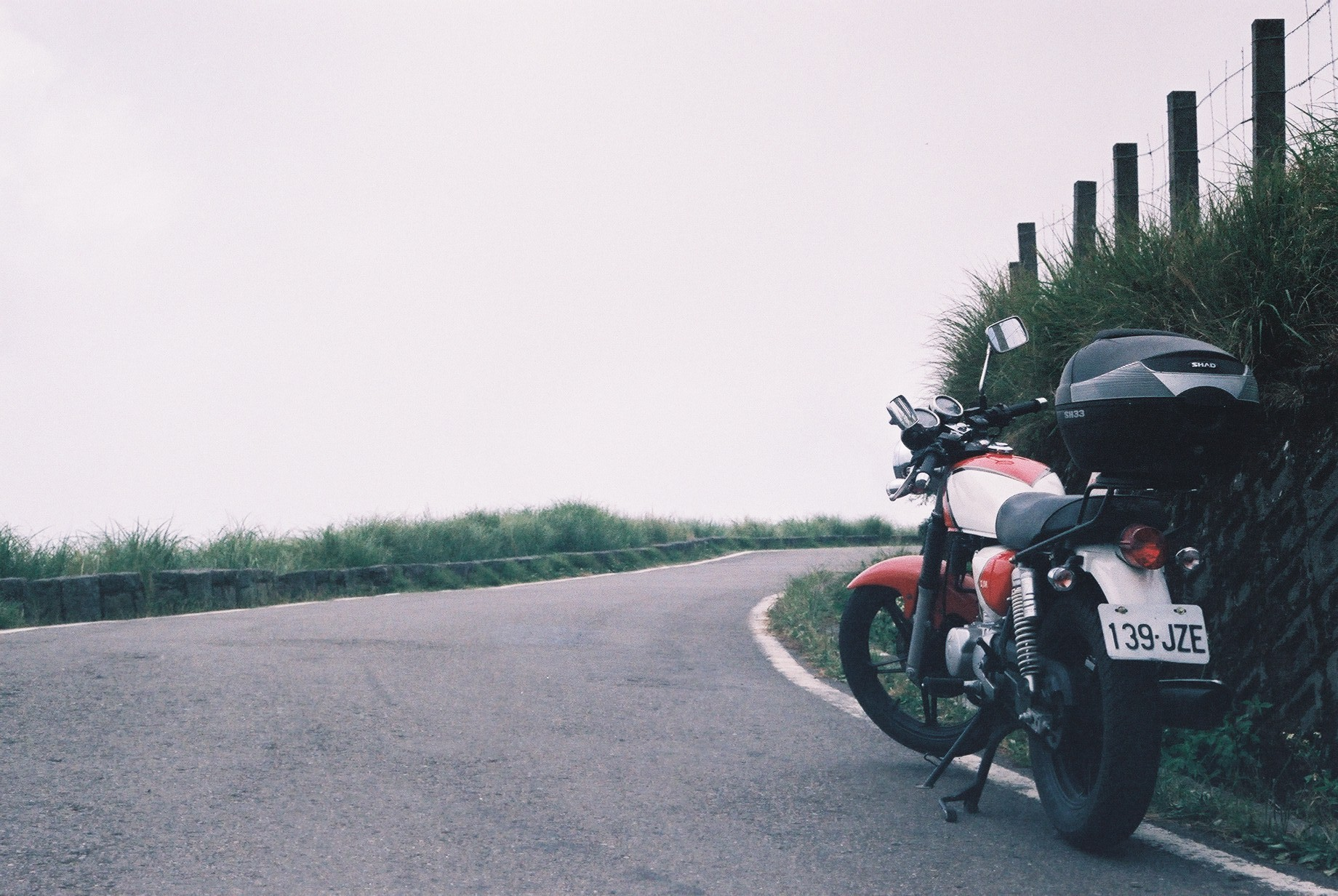
野狼125，攝於陽明山公路

三陽野狼系列為臺灣三陽工業1974年開始生產的摩托車，原型為本田技研當時授權三陽本田（三陽工業前身）生產的Honda CB125摩托車系。三陽工業董事長張宏嘉認為野狼125可說是三陽的一頁傳奇。
野狼125是1970年代小排氣量打檔街車的代表，爾後因應市場需要而加上貨架成為商用車。由於車體設計結構並不適合負重，野狼125並非一般貨運行、瓦斯行的首選，目前野狼車系的商用用途主要為中華郵政郵差業務處理。
野狼車系延伸出許多品種，排氣量約在122~149c.c.之間，大致上有金狼、銀狼、飛狼、運動狼、巨狼、野狼傳奇等系列。目前只剩野狼與野狼傳奇系列。
1998年推出復古造型的車款——「野狼傳奇」，卡其色皮椅、復古造型。
2004年看準需迎合年輕人的市場要求，將復古造型的野狼傳奇系列稍做修改，成為目前狼系主流——「野狼傳奇R」。野狼傳奇R以野狼傳奇為基礎，加上鋁合金鋼圈、5檔變速箱、分離把、方形後照鏡等。
2009年為了配合行政院環境保護署五期環保廢氣排放標準，野狼車款全面噴射引擎化。
2010年推出野狼T1 150主打年輕族群，以本田CB650F外觀為基礎來設定，並與野狼150更新為B3U引擎減少引擎運轉慣性減少震動。隔年用相同的車架推出更大排量的野狼T2 250(249cc)並配置前對四輻射卡鉗與水冷系統以應對更高的動力。
2014年，因應2012年大型重機從550以下250以上新增黃牌大型重機級距，正式以原本野狼T2的引擎更改上GTS300i的汽缸與車架架構推出應對黃牌級距的野狼T3（278cc)，也同時推出與T3同引擎但改為雙搖籃車架的大野狼SB300，其中之所以叫做SB是因為借進本田CB1300的風格，而以SYM的CB來取名SB。
2016年進行車系整編，包含前一年停產T1 150，T3也與T2車系合併為由T2 250(249.9)擴缸的T2 250(250.6)前總成改為T3 ABS版。最終野狼T系列於2021年10月停產，結束總共11年沒大改的歷程，國外市場則由NH-T系列銜接。
2022年推出七期版本，除了動力調降與排氣管增加更多觸媒與中段防燙蓋外，手把開關總成也換成較為新式的設計，野狼與野狼傳奇兩個版本統一採用循環5檔配置。

## 詳細規格
- 車長：1890mm
- 車寬：774mm
- 車高：1060mm
- 車重：114.5~121Kg（化油） / 123~130Kg（噴射）
- 軸距：1220mm
- 坐墊高：768mm
- 引擎型式：4行程OHC引擎
- 點火方式：C.D.I（化油） / 電晶體控制（噴射）
- 推薦機油黏度：10W30（前期）/10W40（現在）
- 推薦機油交換量：800CC（前期）/1000CC（現在）
- 起動方式：電動暨踩發（化油） / 電動（噴射）
- 前燈（近／遠）：12V 35W／35W×1
- 後燈／煞車燈：12V 8W／20W×1
- 方向燈：12V 10W×4
- 方向指示燈：12V 3W×1
- 遠光指示燈：12V 1.7W×1
- 儀表燈：12V 1.7W×4
- 保險絲：15A
- 電瓶型式／容量：12V 7Ah
- 火星塞：NGK D7EA(化油) /NGK DPR7EA-9 (噴射野狼傳奇150R)
- 前輪煞車：鼓式剎車（ø140mm）/ 碟式煞車（240~280mm）
- 後輪剎車：鼓式剎車（ø130mm）
- 汽油箱容量：9.3L（含預備量0.7L）/ 噴射版為12L（含預備量1L）

## 系列車款
- HONDA CD125
- 白金狼125
- 銀狼HB125
- 銀狼GB125
- 飛狼125
- 金狼125
- 巨狼150（三環錶or方錶-循環五檔）
- 金狼150
- 運動狼125（三環錶or方錶）
- 野狼125（循環四檔）
- 野狼125（循環五檔）
- 野狼傳奇125 (雙小圓錶-循環四檔)
- 野狼傳奇125 （三錶-循環四檔）
- 野狼傳奇R125（雙砲錶-循環五檔）
- 野狼傳奇RII125（雙砲錶-循環五檔-氮氣避震）
- 野狼傳奇R150（雙砲錶-國際五檔-氮氣避震）
- 野狼T1150（國際五檔）
- 野狼T2250（國際六檔）249.6cc
- 野狼SB250（國際六檔）
- 野狼SB300/SB300CR（國際六檔）
- 野狼T3（國際六檔）
- 野狼T2 ABS（國際六檔）250.6cc

## 系列代號
- 125A1     野狼125A1
- 125A2     野狼125A2
- 125B1     野狼125B1
- 125B2     野狼125B2
- 125E      野狼125E
- 125ER     野狼郵差版
- 125M1     野狼125M1
- 125M2     野狼125M2
- 125M5R    野狼125
- 125ME2    野狼125ME2
- 125MR     野狼125MR
- 125RS     運動狼前後鼓煞板
- PA12A     野狼傳奇二錶版
- PA12B     野狼傳奇三錶版
- PA12B1    野狼傳奇三錶版
- PA12C     野狼傳奇
- PA12C2    野狼傳奇
- PA12M     野狼
- PA12M3    野狼傳奇
- PA12N     野狼郵差版
- PA12N1    野狼郵差版
- PA12N2    野狼郵差版
- S2BM      野狼
- S2CM      金狼
- S2DG      金狼
- S2DH      飛狼
- S2EH      飛狼
- S2EM      飛狼
- SE25BC
- SY125GF   金狼
- SY125HF   飛狼
- SY150     巨狼
- SY150MD   巨狼
- SY150MS   巨狼
- P150      金狼150
- P150A2    金狼150A2
- P150AI    金狼150AI
- P150M     金狼150
- P150M2    金狼150
- P150M3R   金狼150
- P150M5R   金狼150
- P150MA    金狼150
- P150MI    金狼150
- P150MN    金狼150
- P150MR    金狼150
- PA15C     野狼傳奇R150
- S3B       金狼150

## 主題曲
1974年，台灣知名音樂創作人李泰祥為野狼125製作了一支音樂短片，幾乎唱遍大街小巷。

## 外部連結
- 台灣三陽官方網站 （页面存档备份，存于）